# Pemandang
Pemandang is een bestuurslaag in het regentschap Rokan Hulu van de provincie Riau, Indonesië. Pemandang telt 1036 inwoners (volkstelling 2010).